# Kanton Bois-Colombes
Kanton Bois-Colombes (fr. Canton de Bois-Colombes) je francouzský kanton v departementu Hauts-de-Seine v regionu Île-de-France. Tvoří ho pouze město Bois-Colombes.